# Uyole
Uyole ist ein Verwaltungsbezirk (Ward) des Distrikts Mbeya (CC) in der tansanischen Region Mbeya.

## Geografie
Uyole liegt im Südwesten von Tansania, es ist ein Stadtbezirk im Osten der Regionshauptstadt Mbeya. Die Fläche beträgt 13,7 Quadratkilometer und bei der Volkszählung 2022 lebten hier 13.695 Menschen in 3802 Haushalten.

## Gliederung
Der Bezirk besteht aus vier Stadtteilen (Mtaa):
- Hasanga
- Ibara
- Iwambala
- Utukuyu

## Wirtschaft und Infrastruktur
- Bildung: Die Uyole Secondary School bildet Jugendliche bis zur 4. Stufe aus.[6]
- Gesundheit: Das privat geführte Krankenhaus Kwa Sijabaje führt auch große chirurgische Eingriffe durch.[7] Außerdem gibt es die Apotheke Zahanati ya kilimo im Bezirk.[8]
- Eisenbahn: Die Tanzania–Zambia Railway hat einen Bahnhof in Uyola.[2]